# سالي آن ماثيوز
سالي آن ماثيوز (بالإنجليزية: Sally Ann Matthews)‏ هي ممثلة بريطانية، ولدت في 19 سبتمبر 1970 في المملكة المتحدة.

## أعمال

### مسلسلات
- شارع كورونيشن

## وصلات خارجية
- سالي آن ماثيوز على موقع IMDb (الإنجليزية)
- سالي آن ماثيوز على موقع قاعدة بيانات الفيلم (الإنجليزية)